# Sebők Imre (festő)
Sebők Imre (Apostag, 1906. augusztus 6. – Budapest, 1980. szeptember 14.) magyar festő, grafikus, képregényrajzoló.

## Élete
Az ifjú Sebők Imre utcajárdára rajzolt képeit fedezte fel az arra sétáló Pólya Tibor. A paraszti családból származó fiatalembernek ez a találkozás fordulatot hozott életébe. Mint inas került a tehetségét felfedező Pólya Tiborhoz, aki foglalkozott vele, és tanította. Állandóan a műteremben tartózkodott, ahol ez idő tájt egymásnak adták a kilincset a jobbnál jobb rajzolók, grafikusok. Sebők Imre pedig figyelte a munkáikat, és szüntelenül rajzolt, képezte magát. Pólya, Feiks Jenő híres rajziskolájába ajánlotta, ahol leginkább mágnások gyermekei, hatalmas pénzekért tanulhattak. Sebők rendkívül magabiztos rajztudása és Pólya közreműködése lehetővé tette, hogy ingyen vegyen részt az oktatásban. Ezt követően képzőműveszeti iskolába javasolták, ahol Glatz Oszkár és Bernáth Aurél tanítványa volt. Ezt az iskolát azonban nem tudta befejezni. Pénzt kellett keresnie, és két év után abbahagyta tanulmányait.
Nehéz anyagi helyzetén Tolnai Simon, a Tolnai Világlapja című újság akkori és egyben utolsó tulajdonosa segített, és 1932-ben szerződtette lapjainak illusztrálására. Ekkor került kapcsolatba a sajtóval, amely végül egész életét meghatározta. Illusztrálta a Magyar Cserkész, az Ünnep, a Délibáb és az Antenna című lapokat. Emellett több száz, akkor divatos 10-20 filléres, félpengős, pengős regénynek rajzolt, festett címlapot (1935-től 1942-ig, majd 1946–47-ben, a magyar ponyvairodalom második virágkorában, az első az 1910–20-as években volt). Rengeteget dolgozott, ontotta a jobbnál jobb rajzokat, és rövid idő alatt rendkívül népszerű lett. A Hungária Rt. számára rengeteg ifjúsági regényt látott el illusztrációkkal és szebbnél szebb címlapokkal. Nem sokkal a háború kitörése előtt, egy kanadai újsághoz hívták, amibe Tarzan és a Maya istennő címmel képregényt kellett volna rajzolnia. Ő azonban nem akart elutazni, így ebből nem lett semmi (pár kockát és rajzot készített ugyan, de ezek elvesztek). Ezután Rómába kapott meghívást, de oda sem volt hajlandó elutazni.
A háború után a Tolnai Világlapja mint Dolgozók Világlapja még egy ideig működött, majd megszűnése után Sebők Imrének is új munkahelyet kellett néznie. Dolgozott a Képes Kurírnak és a Friss Újságnak. Gál György a Pesti Izé című vicclapba hívta (1946–1948) olyan rajzolókkal egyetemben, mint Korcsmáros Pál, Byssz Róbert, Hauswirth Magda, Török János. A 100 számot megélt és betiltott újság után, ugyanez a gárda pár hónap után egy másik vicclapot FŰRÉSZ címen indított el, de ez is rövid életű volt.
Az ötvenes években olyan propagandakiadványokat illusztrált, mint a Rendőrség kiskönyvtára, Belügyminisztérium kiskönyvtára stb. Az ötvenes évek második felében újonnan induló lapok folytatásos képregényeket kezdtek közölni. Sebők Imre képregényei 1957-től a Magyar Ifjúságban hetente jelentek meg 1967 októberéig, a Népszavában pedig naponta 1962 és 1977 között. Emellett rajzolt a Pajtás, a Füles, a Képes Nyelvmester, a Magyar Rendőr és a Tolna Megyei Népújság számára is egy pár képregényt. Az általa rajzolt képregények nagy többségének a forgatókönyveit Cs. Horváth Tibor írta. Folyamatosan ellátta munkával, amit otthonában végezhetett. Ettől a naponként gyártott háromkockás képregényektől megcsömörlött, és 1966 után stílusa megkopott. A továbbra is míves kompozícióknak a kidolgozottsága komoly kívánnivalót hagyott maga után. 1973-ban megszűnt a napi taposómalom, így élete utolsó hét képregényét ismét mesteri módon készítette el.
Készített egy ötvenkét lapos francia kártyát, amelyeken erotikus, lenge öltözetű hölgyek szerepeltek, és amit pár évvel később újra kiadtak amin, már hátteret is készített a nők mögé. Az 1950-es 60-as években minden jelentősebb grafikust, köztük Sebők Imrét is felkértek diafilmek készítésére. Szívesen és örömmel vállalta el ezeket a munkákat, mert ő elsősorban festőnek tartotta magát. Összesen 14 diafilmet festett meg. Ezek közül kiemelkednek: A kőbaltás ember, Monte Cristo grófja, Ben Hur, Robinson Crusoe, Kincses sziget és a Nagymedve fiai.
Több művét is lefordították németre, az egykori NDK-ban megjelenő lapok számára.
Főbb képregényei: A párizsi Notre Dame (1958), Ben Hur (1960), A mayák kincse (1962), Robin Hood (1963), Koldus és királyfi (1965), A kétéltű ember (1966), Odüsszeia (1975).

## Képregényei

### Első közlések
Pajtás
- 1949
  - Vak Bottyánék rajtaütnek
  - Három elveszett úttörő
- 1950.
  - Beljajev: A kétéltű ember
- 1966.
  - Kőszegi: A sakkozógép titka
- 1967.
  - Alaksza: A csempészek titka

Szivárvány Kiskönyvtár
- 1956.
  - Kittenberger: Oroszlánkaland Afrikában

Magyar Ifjúság
- 1957
  - Stevenson: A kincses sziget
  - Polevoj: Az arany
- 1958
  - Lem: Asztronauták
  - Nicolescu: Yahuarhuaca száműzöttei
  - Hugo: A párizsi Notre Dame
- 1959
  - London: A mexicoi
  - Valentyinov: Kaszanda lázadása
- 1960
  - Wallace: Ben Hur
  - Traven: Aranyásók
  - Dold-Mihajlik: Ordasok között
  - Lawson: A négylábú bomba
- 1961
  - Fiedler: Számkivetve
  - Prus: A fáraó
  - Garay: Háry János
  - Cs. Horváth: A 107-es akta
  - Müller: Jelek a holdról
- 1962
  - Laskai: Diverzánsok
  - Scott: Ivanhoe
  - Schreyer: A zöld szörny
- 1963
  - Cs. Horváth: Egy ember akinek élni kell
  - Howard: Hét tenger ördöge
  - Pinchon: Viva Villa
- 1964
  - Fekete: A koppányi aga testamentuma
  - London: Alaszka démona
  - Ovalov: A rézgomb
- 1965
  - Goncsár: Három találkozás
  - Cs. Horváth: Ballada a poétáról
  - Merle. A sziget
- 1966
  - Coster: Till Eulenspiegel
  - Asimov: Robotok lázadása
  - Hammet: A máltai sólyom
- 1967
  - Schiller: Tell Vilmos
  - Sejnyin: A sirius akció
  - Boulle: Híd a Kwai folyón
- 1971
  - Bradbury: Mennydörgő robaj

Népszava
- 1961
  - XII.24. – Maupassant: Az ajándék
  - XII.24. – Cs. Horváth: Nagy kópé Sempronio!
- 1962
  - I.28–III.10. – Voynich: Bögöly
  - III.11–V.5. – Tolsztoj: Halálsugár
  - V.6-VII.7. – London: A mayák kincse
  - VII.8–VIII.26. – Jókai: Egy hírhedett kalandor a XVII. századból
  - VIII.28–X.13. – Bates: Jó széllel francia partra
  - X.14–XII.30. – Martinov: A Vénusz titka
  - XII.24. – Boccaccio: A féllábú daru
  - XII.24. – Ambrus: A Tenkbrink-eset
- 1963
  - I.3–II.16. – Ziergiebel: A sebhelyes arcú
  - II.17–IV.30. – Jókai: Szegény gazdagok
  - V.1–VII.9. – Defoe: Robinson Crusoe
  - VII.10–IX.10. – Jókai: Szép Mikhál
  - IX.11–XI.1. – Doyle: Eltűnt világ
  - XI.2–XII.30. – Naszibov: Rejtekhely az Elbán
  - XII.31–III.1. – Cs. Horváth: Robin Hood
- 1964
  - III.1–V.1. – Molnár: A Pál utcai fiúk
  - V.4–VII.12. – Stendhal: Pármai kolostor
  - VII.14–IX.13. – Waten: Hajsza
  - IX.13-I.10. – Jókai: Szeretve mind a vérpadig
- 1965.
  - I.10–III.17. – Twain: Koldus és királyfi
  - III.18–V.26. – Panov: Ködkapitány
  - V.27–VIII.1. – Traven: A halálhajó
  - VIII.3–X.3. – Faulkner: Sírgyalázók
  - X.10-II.13. – Berkesi-Kardos: Kopjások
- 1966
  - II.13–V.7. – Arnaud: A félelem bére
  - V.8–VII.27. – Beljajev: A kétéltű ember
  - X.2–XI.19. – Panov: Chicago szépe
  - XI.25–II.25. – Mikszáth: A fekete város
- 1967
  - III.19–VII.11. – Imre-Bojcsuk: A vörös Túr
  - VII.23–XI.26. – Twain: Tom és Huck kalandjai
  - XII.3–II.9. – Kim: Elolvasás után elégetendő
- 1968
  - II.10–IV.23. – Stevenson: A kincses sziget
  - IV.24–VII.7. – Imre-Bojcsuk: Mairelandi veszedelem
  - VII.9–XI.27. – Gárdonyi: Egri csillagok
  - XI.28–II.14. – Beecher-Stowe: Tamás bátya kunyhója
- 1969
  - II.15–IV.29. – Golubjov: A piramis titka
  - IV.30-VII.9. – Schreyer: Preludio 11
  - VII.10-IX.18. – Szolovjov: A csendháborító
  - IX.19–XI.4. – Kuttner: Android
  - XI.16–I.16. – Jegorov: Merénylet!
- 1970
  - II.1–IV.3. – Merle: Állati elmék
  - IV.12–VII.10. – London: Farkasvér
  - VII.11–IX.24. – Polescsuk: A pergamen titka
  - IX.25–I.21. – Rajnov: A névtelen ügynök
- 1971
  - III.19–VII.3. – Schreyer: A zöld szörnyeteg
  - VII.4–IX.1. – Jókai: A három királyok csillaga
  - IX.5– Zsoldos: A feladat
- 1972
  - Móra: Aranykoporsó
  - Beljajev: A repülő ember
  - Jókai: A kétszarvú ember
- 1973
  - Homérosz: Iliász
- 1975
  - Goncsár: Zászlóvivők
  - Homérosz: Odüsszeia
- 1976
  - London: Az éneklő kutya
- 1977
  - Obrucsev: Utazás Plutoniába

Képes Nyelvmester
- 1962
  - Két fiú, két világ

Tolna Megyei Népújság
- 1963
  - Ivanov: A rajnai várkastély

Magyar Rendőr
- 1964
  - Thürk: A dzsungel előtt meghal a szél

Füles évkönyv
- 1964
  - Molnár: Széntolvajok
- 1969
  - Poe: Az aranybogár

Füles
- 1975
  - London: Tragédia a messzi északon
  - Hemingway: Francis Macomber rövid boldogsága

### Képregényeinek újrakiadása
- Sebők Imre: Jack London nyomán (Fekete-Fehér Képregénymúzeum, Míves Céh, 2005) ISBN 9638691719

A teljes Sebők-életmű újraközlését 2006-ban kezdte meg a Windom kiadó.
- Egy hírhedett kalandor, ISBN 9638723505
- A Kincses sziget, ISBN 9638723513
- Halálsugár, ISBN 9789638723529
- Mairelandi veszedelem
- Szegény gazdagok
- A sebhelyes arcú
- Tom és Huck kalandjai[halott link]
- A Vénusz titka[halott link]
- Jó széllel francia partra[halott link]
- [halott link]

## Diafilmjei
- Apja fia (31 kocka) ff. 1952
- A kőbaltás ember (59 kocka) sz. 1953
- Robinson (60 kocka) sz. 1955
- Fegyverrel a hazáért (88 kocka) ff. 1956
- A kincses sziget (52 kocka) sz. 1957
- Monte Cristo grófja (81 kocka) sz. 1957
- Vihar Itália felett (66 kocka) sz. 1959
- Csihajda (46 kocka) sz. 1960
- Ben Hur (79 kocka) sz. 1962
- Kalózok a tengeren – Hosszú Ben a kalózvezér (60 kocka) sz. 1969
- Tájfun repülők (60 kocka) sz. 1972
- Nagy Medve fiai (75 kocka) sz. 1978